# Nord-Fron
Nord-Fron ist eine Kommune im norwegischen Fylke Innlandet. Die Kommune hat 5553 Einwohner (Stand: 1. Januar 2025). Verwaltungssitz ist die Stadt Vinstra.

## Geografie

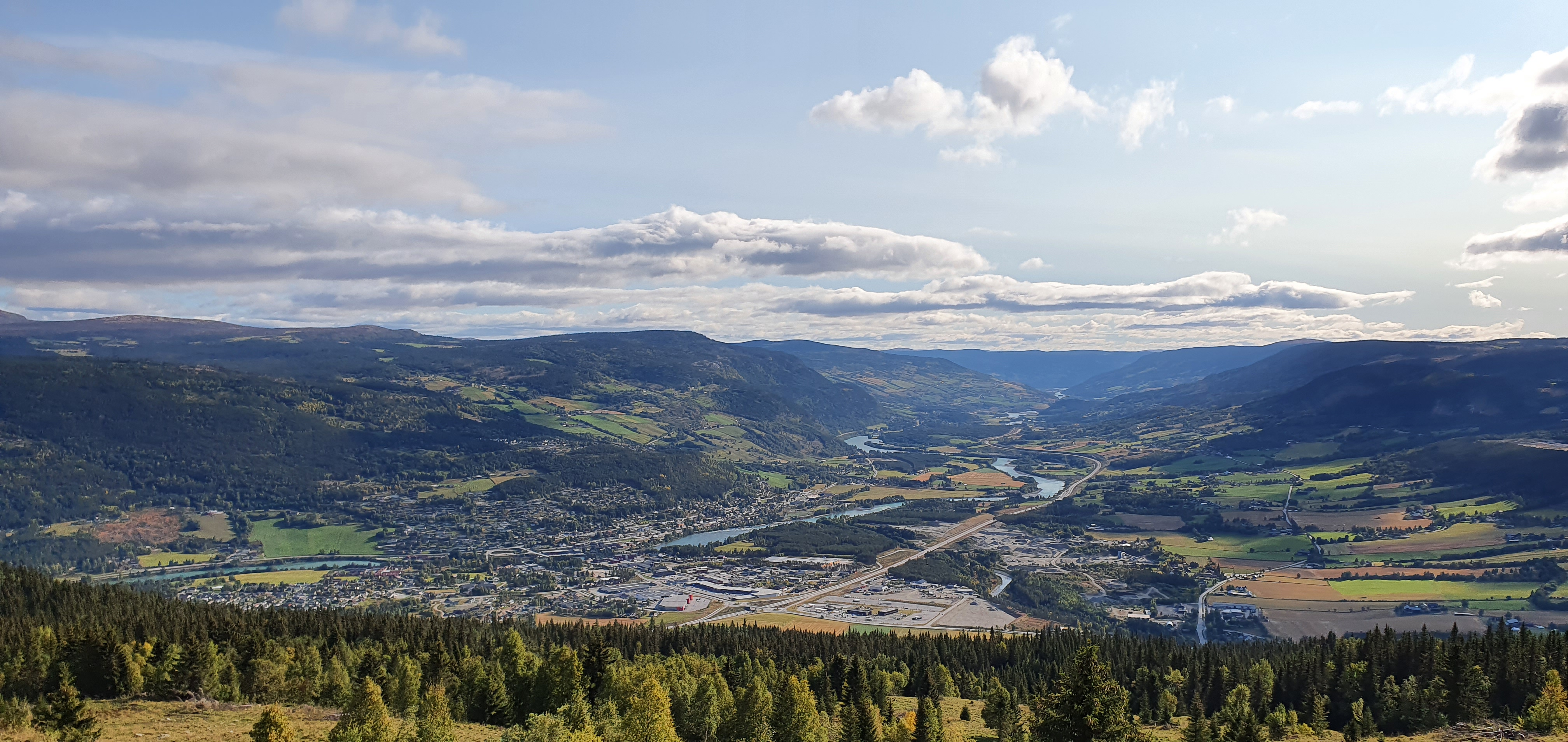
Blick auf Vinstra und den Lågen im Gudbrandsdalen

Die Kommune Nord-Fron ist Teil der Region Gudbrandsdalen, die vom gleichnamigen Tal geprägt ist. Nord-Fron grenzt im Osten und Südosten an Sør-Fron, im Süden an Øystre Slidre, im Westen an Vågå sowie im Nordwesten und Norden an Sel. Das Tal Gudbrandsdalen, durch das der Lågen fließt, zieht sich von Nordwesten Richtung Südosten durch das Zentrum von Nord-Fron. In der Stadt Vinstra mündet die aus dem Westen kommende Vinstra in den Lågen. In der Kommune liegen des Weiteren mehrere Seen wie der Furusjøen, das Gålåvatnet, das Feforvatnet und der See Øyangen. Die Gesamtfläche der Kommune beträgt 1.141,32 km², wobei Binnengewässer zusammen 49,5 km² ausmachen.
Sowohl nordöstlich als auch südwestlich des Haupttals der Kommune befinden sich Erhebungen, die Höhen von über 1500 moh. erreichen. Die Erhebung Heimdalshøe stellt mit einer Höhe von 1842,89 moh. den höchsten Punkt der Kommune Nord-Fron dar. Der Berg befindet sich im Südwesten von Nord-Fron auf der Grenze zu Vågå. Der Nordosten der Kommune Nord-Fron geht in den Rondane-Nationalpark (Rondane nasjonalpark) ein. Dieser erstreckt sich insgesamt über sieben Kommunen und umfasst eine Fläche von rund 960 km². Ein kleines Areal im Süden von Nord-Fron gehört zum Langsua-Nationalpark (Langsua nasjonalpark). Auch dieser Nationalpark erstreckt sich über mehrere Kommunen.

## Einwohner
Die meisten Einwohner der Kommune leben im Haupttal der Kommune. Dort liegen sowohl die Stadt Vinstra als auch der Ort Kvam. Die restlichen Einwohner leben überwiegend auf der nördlichen Uferseite der Vinstra. In den 1980er-Jahren setzte ein Rückgang der Einwohnerzahlen ein. In der Gemeinde liegen zwei sogenannte Tettsteder, also zwei Ansiedlungen, die für statistische Zwecke als eine städtische Siedlung gewertet werden. Diese sind Vinstra mit 2674 und Kvam mit 750 Einwohnern (Stand: 1. Januar 2024). Vinstra erhielt durch einen Beschluss des Kommunalparlaments von Nord-Fron aus dem Jahr 2013 den Status als Stadt.
Einwohner von Fron werden Frøning genannt. Offizielle Schriftsprache ist wie in nur wenigen Kommunen in Innlandet Nynorsk, die weniger weit verbreitete der beiden norwegischen Sprachformen.
| Jahr          | 1986 | 1990 | 1995 | 2000 | 2005 | 2010 | 2015 | 2020 | 2025 |
| ------------- | ---- | ---- | ---- | ---- | ---- | ---- | ---- | ---- | ---- |
| Einwohnerzahl | 6271 | 6192 | 6102 | 5953 | 5896 | 5800 | 5754 | 5723 | 5553 |

## Geschichte

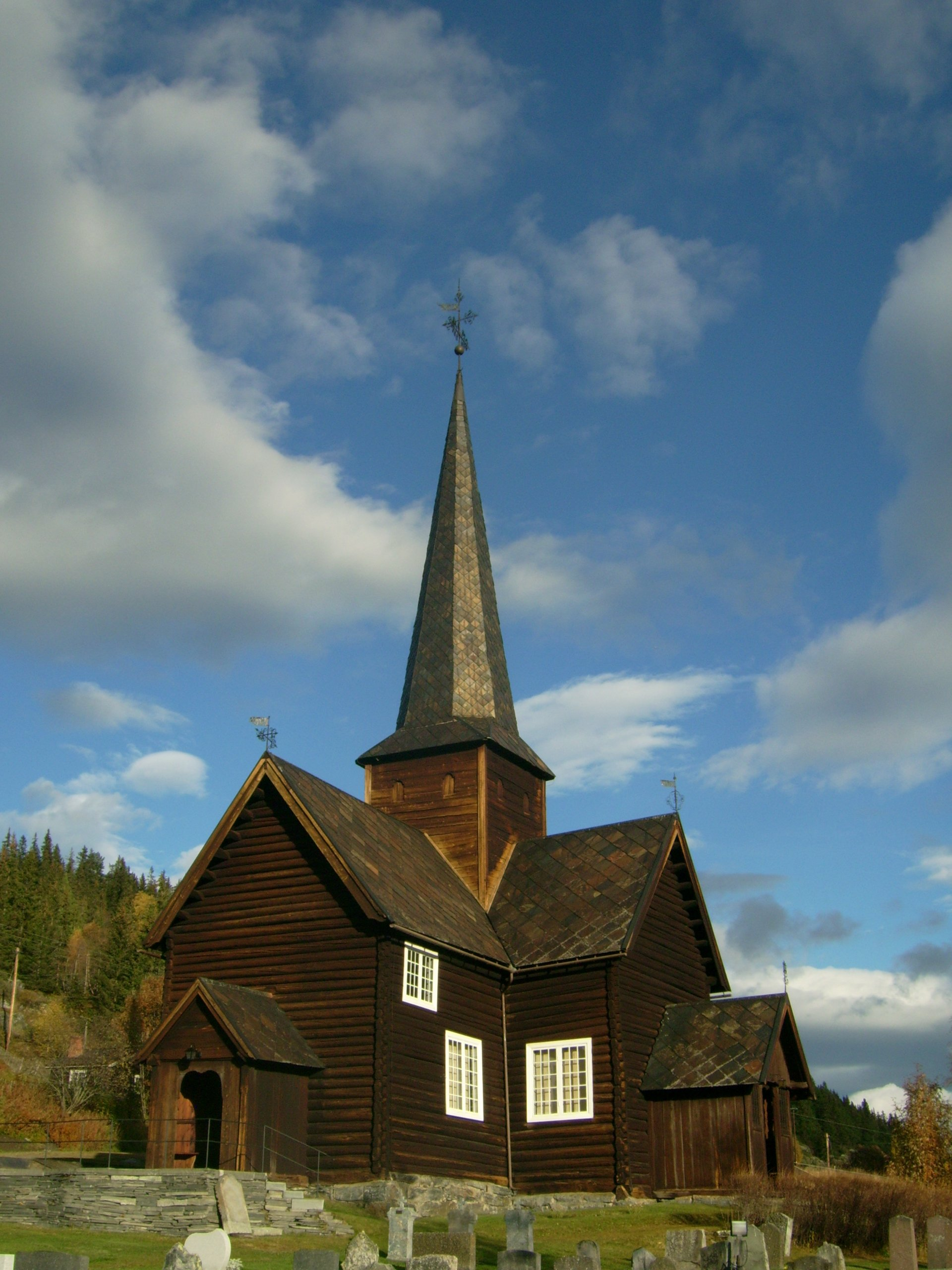
Die Kvikne kyrkje

Die Kommune Nord-Fron ging im Jahr 1851 aus der Kommune Fron hervor. Fron wurde zu diesem Zeitpunkt in Nord-Fron mit 4685 und Sør-Fron mit 3421 Einwohnern aufgespalten. Zum 1. Januar 1965 ging ein von 413 Personen bewohntes Gebiet von Nord-Fron an die Nachbarkommune Sel über. Ein Jahr später entstand durch die Zusammenlegung von Nord- und Sør-Fron erneut die Kommune Fron, wie sie bereits bis 1851 Bestand hatte. Nord-Fron brachte 5738 Einwohner in die neue Kommune Fron ein, Sør-Fron 3648. Elf Jahre später, zum 1. Januar 1977, fand die erneute Auftrennung Frons in Nord- und Sør-Fron statt. Nord-Fron hatte zu diesem Zeitpunkt 6131 Einwohner, in Sør-Fron lebten 3509 Personen. Bis zum 31. Dezember 2019 gehörte Nord-Fron dem damaligen Fylke Oppland an. Dieses ging im Zuge der Regionalreform in Norwegen in das zum 1. Januar 2020 neu geschaffene Fylke Innlandet über.
In Kvam fanden im April 1940 Kämpfe zwischen britischen und deutschen Truppen statt.
In der Kommune liegen mehrere Kirchen. Im Jahr 1752 wurde die Sødorp kyrkje fertiggestellt. Die Holzkirche hat einen kreuzförmigen Grundriss. Die Kvikne kyrkje ist eine im Jahr 1764 erbaute Holzkirche. Auch ihr Grundriss ist kreuzförmig. Ebenfalls Holzkirchen mit kreuzförmigem Grundriss sind die Kvam kirke und die Skåbu kyrkje. Die Skåbu kyrkje wurde 1927 erbaut, die Kvam kirke im Jahr 1952.

## Wirtschaft und Infrastruktur

### Verkehr

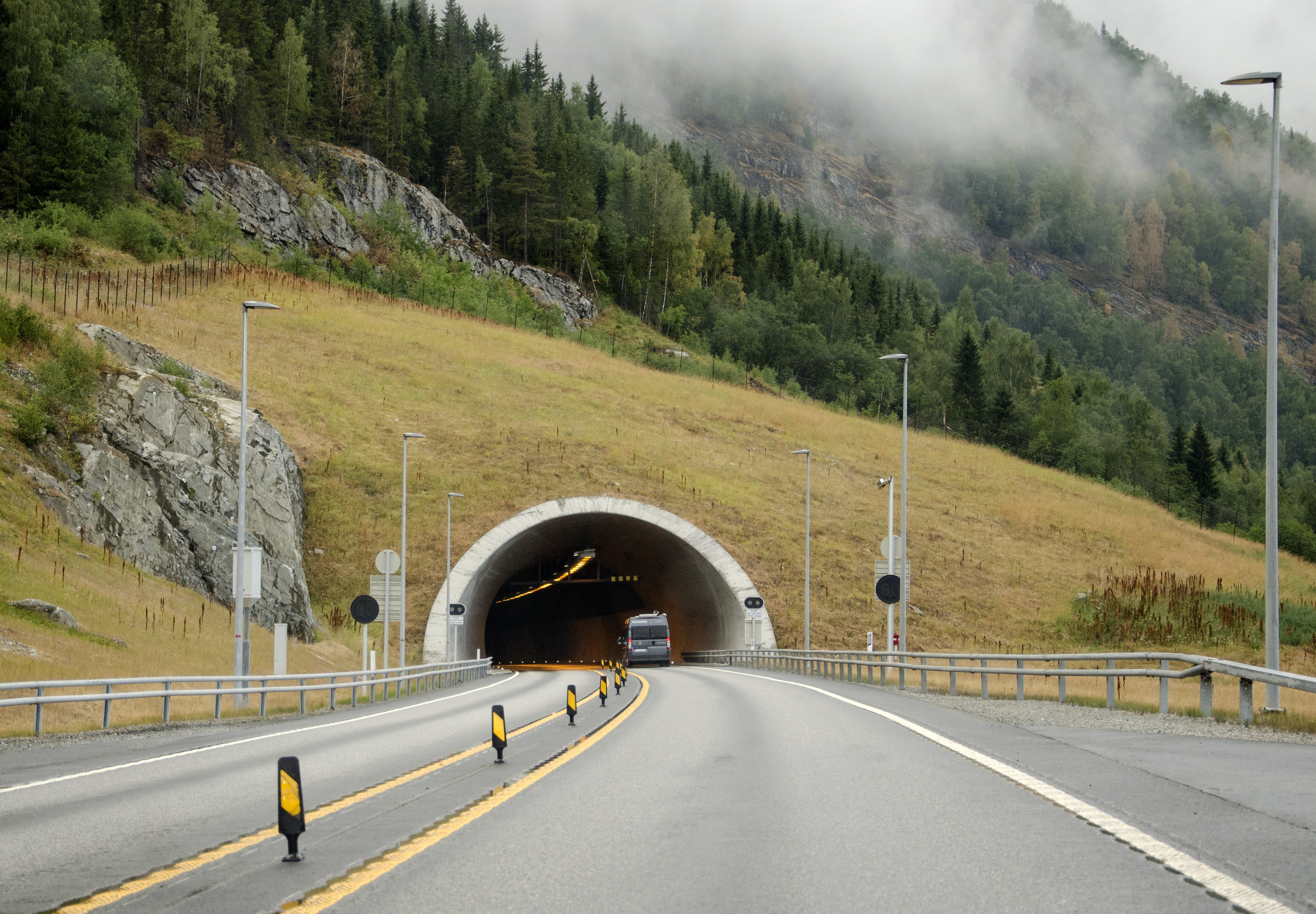
E6-Straßentunnel Teigkamptunnel

Durch das Gudbrandsdalen verlaufen sowohl die Europastraße 6 (E6) als auch die Bahnlinie Dovrebanen. In die E6 mündet bei Vinstra der Fylkesvei 255. Der Fylkesvei führt von der Stadt aus in den Westen. Die E6 verläuft in Nord-Fron durch zwei Tunnel, den Hundorptunnel und den Teigkamptunnel. Von der Ortschaft Skåbu, die nördlich des Flusses Vinstra liegt, führt die private Hochgebirgsstraße Jotunheimvegen aus in den Westen. Der Bahnhof in Vinstra wurde im Jahr 1896 eröffnet, als die Bahnstrecke zwischen Eidsvoll und Dombås bis nach Otta fertiggestellt wurde. Die Entfernung zum Osloer Hauptbahnhof Oslo S beträgt rund 270 Schienenkilometer. Ebenfalls im Jahr 1896 wurde der Haltepunkt in Kvam eröffnet.

### Wirtschaft
Für die Landwirtschaft ist in Nord-Fron vor allem die Tierhaltung typisch. Vor allem in den höher gelegenen Gebieten werden Bergweiden genutzt. Entlang des Lågens wird etwas Getreide angebaut. In Kvam und Vinstra sind einige Industriebetriebe angesiedelt, wobei die Holzindustrie der bedeutendste Industriezweig ist. Der Tourismus entwickelte sich besonders ab den 1990er-Jahren stark und ist heute ein wichtiger Faktor für die Lokalwirtschaft. Im Fylke Innlandet ist Nord-Fron die Kommune mit der höchsten Stromerzeugung aus Wasserkraft. Die größten beiden Wasserkraftwerke sind die Wasserkraftwerke Nedre Vinstra und Øvre Vinstra. Das Kraftwerk Nedre Vinstra wurde im Jahr 1953 in Betrieb genommen und es wird eine Fallhöhe von rund 440 Metern ausgenutzt. Zwischen 1991 und 2020 lag die mittlere Jahresproduktion bei etwa 1180 GWh. Sechs Jahrs später wurde das Kraftwerk Øvre Vinstra in Betrieb genommen. Dort lag die mittlere Jahresproduktion zwischen 1991 und 2020 bei rund 640 GWh. Die Fallhöhe beträgt etwa 330 Meter. Im Jahr 2021 arbeiteten von rund 2740 Arbeitstätigen etwa 1720 in Nord-Fron selbst. Jeweils über 100 Personen pendelten in die Kommunen Sør-Fron, Ringebu, Oslo und Sel.

## Name und Wappen
Das seit 1980 offizielle Wappen der Kommune zeigt ein goldenes Pferd auf rotem Hintergrund. Es soll die traditionelle Pferdezucht darstellen. Der Name Fron leitet sich vom altnordischen Ortsnamen Frón ab. Dieser Name hat einer Theorie zufolge seine Herkunft im altnordischen Substantiv frón, das „Land“ oder „Erde“ bedeutet. Eine andere Erklärung ist die Namensherkunft vom Flussnamen Frya.

## Persönlichkeiten
- Grete Berget (1954–2017), Politikerin
- Kjersti Stenseng (* 1974), Politikerin